# فرانسيس ييتس
فرانسيس ييتس (بالإنجليزية: Frances Yates) (و. 1899 – 1981 م) هي مقالاتية، ومؤرخة بريطانية، ولدت في هامبشاير، وكانت عضوةً في الأكاديمية الأمريكية للفنون والعلوم، والأكاديمية البريطانية، والأكاديمية الملكية الهولندية للفنون والعلوم، توفيت في سري، عن عمر يناهز 82 عاماً.

## التعليم
تعلمت في كلية لندن الجامعية.

## جوائز
حصلت على جوائز منها:
- جائزة ولفسون التاريخية (1973)
- قائدة رتبة الإمبراطورية البريطانية
- زمالة الأكاديمية البريطانية.

## روابط خارجية
- فرانسيس ييتس على موقع إن إن دي بي (الإنجليزية)